# 大西健吾
大西 健吾（おおにし けんご）は、京都情報大学院大学の准教授である。

## 経歴
- 関西大学建築学士[2]
- 一級建築士,京都府地震被災建築物応急危険度判定士,京都府木造住宅耐震診断士[2]
- 大西建設工業株式会社代表取締役[3]
- デザイン事務所ラウンドアバウト代表[2]
- 特定非営利活動法人京都景観フォーラム副理事長[4]
- 特定非営利活動法人木の町づくり協議会代表理事[5]
- 京都府建設業協会京都支部青年部会第22代会長[2]
- 日本青年会議所建設部会京都建設クラブ第31代会長[2]

## 学術論文
- 中村俊太,中村晋平,棚橋光彦,大西健吾「高圧水蒸気圧縮成形法を用いた間伐材からのインターロッキングブロック成形」,日本木材学会大会研究発表要旨集61巻,2011年[6]
- 大西健吾「三条通における『品格の基準』について」,2012年度京都景観フォーラム,2012年
- 大西健吾「日本型林業ITの担うべき路網整備について」,NAIS Journal Vol.10,2015年[7]
- 大西健吾,江見圭司「IT 起業家育成のMOOC型教材の開発」,サービソロジー,2017年4巻2号,pp.32-37,2017.[8]
- 植野貴裕,小嶋聡,沼田周,江見圭司,大西健吾「JMOOC向け起業家育成コンテンツの開発」,研究報告コンピュータと教育（CE）,2016-CE-134巻,1号,pp.1-4,2016年[9]
- 小林信三,江見圭司,湯下秀樹,大西健吾,土持ゲーリー・法一,岡本敏雄「Diamond Mandala Matrixを用いたインストラクショナル・デザインによる多言語化された反転教材の開発実践」,情報教育シンポジウム論文集2019,pp.283-286,2019年.[10]
- 于経天,大西健吾「アニメの『聖地巡礼』による沼津市の経済効果の分析」,情報システム学会日本支部=Japan(Nippon)Association for Information Systems,NAIS journal 14:2020.3,pp.8-12[11]

## 掲載記事
- 大西健吾「山のいのちと人の暮らしを繋げる運動」,京都まちナビ100選,2013年
- 大西健吾「木質路面材としての間伐材利用」,環境ビジネス,2013年
- 大西健吾「耐久性と低蓄熱性に優れる『木質路面材』の開発」,建設業しんこう,2013年